# Albin Novšak
Albin Novšak, slovenski smučarski skakalec, * 10. februar 1915, Gorenja vas, † 29. januar 1992, Ljubljana.
Za jugoslovansko reprezentanco je nastopil na Zimskih olimpijskih igrah 1936 v Garmisch-Partenkirchnu, kjer je zasedel 41. mesto. Med letoma 1934 in 1936 je šestkrat postavil nov slovenski rekord v smučarskih skokih na Bloudkovi velikanki, zadnjič z daljavo 89,5 m, ki je ostala slovenski rekord do leta 1941.
Vodil je skakalno šolo v Planici (1934-41).